# يازرة
اليازرة، هي وسيلة قديمة لجلب الماء من الآبار قليلة العمق نسبياً، وهي هيكل مكون من جذوع أشجار النخيل يتشكل من أربعة قوائم، تنصب فوق البئر، ويعلق فيها بكرات كبيرة يلقى فوقها حبل يربط بطرفه دلو ضخم يصنع من الجلد.
يجاور البئر ممر طويل متجه إلى أسفل يمشي فيه الثور المستخدم ليجر الحبل ساحباً بذلك الدلو الجلدي بعد امتلائه بالماء من البئر ليقلبه عند فوهة البئر، مفرغاً منه الماء في خزان صغير كي ينساب من هناك في قنوات تجري عبر مزارع النخيل.

## الأدوات
تعتبر اليازرة من أقدم وسائل الري في مناطق الساحل الشرقي للإمارات العربية المتحدة والدول المجاورة كإيران، مثل الفجيرة ومربح وقدفع ودبا وخورفكان. كما كانت موجودة في المناطق الزراعية الأخرى مثل مدينة العين، وهي حرفة تعتمد بشكل أساسي على الثور وسيلة لري النخيل.
يسمى الحبل الذي يربط بالدلو «الغرفّ» أو الغرافّ، ويصل إلى قمة ارتفاع السارية في المنيور «البكرة»، ويُطلق عليه حبل «كمبار»، وهو من الحبال المعروفة والمشهورة بالقوة، ويسمى هذا الحبل «الرشا».
أما جذوع النخيل المعلقة فوق البئر «التراكيب» فهي تشكّل العمود الفقري ويتراوح ارتفاعها بين 5 و6 أمتار لسحب المياه من البئر إلى الحوض. فهذه الجذوع ذات صلابة وقوة، بحيث تتحمل سحب الثور للدلو من البئر وهو مملوء بالماء، أما الممر المائل الكبير الذي يمشي فيه الثور، فيسمى «المخب».
يعمل على «اليازرة» شخصان الأول يقوم بمساعدة الثور وحثه على المشي، والآخر يشرف على عملية توزيع المياه بالتساوي على المزارع. وكانت معظم المزارع تستعين بـ» اليازرة» خاصة المزارعين الذي يمتلكون الثيران، أما المزارعون ذوو الإمكانات المحدودة، خاصة من لا يستطيعون توفير الثور، فإنهم عادة يلجأون لـ«اليزر» الفردي، وهو أقل مفعولاً في استخراج كمية المياه على الرغم من استخدام الأدوات المستخدمة في «اليازرة» باستثناء الثور.
كانت كل الأدوات تصنع بشكل يدوي وتباع الحبال في الأسواق، إضافة إلى مستلزمات الثور المصنعة من الجلود الطبيعية، بينما يحتاج الثور إلى تدريب واختياره يكون بعناية وشراؤه يكون لهذا الغرض".
ينتج عن حركة المنيور أثناء سحب الماء من البر صوت عال يجده المزارعون ممتعاً، وحاولوا تحسينه ليصبح أقرب للموسيقى المنغمة، عبر إضافة بكرات أخرى «منايير» أو تعديل أوضاع الحبل على رقبة الثور الذي كثيراً ما يتفاعل أيضاً مع هذه الموسيقى.